# Emile Jacqmain
Emile Jacqmain (21 september 1960 - 5 november 1932 ) was een advocaat en liberaal Brussels politicus die van 1907 tot 1932 schepen van Openbaar Onderwijs en Schone Kunsten was.
Hij werd in 1917 samen met Maurice Lemonnier en Adolphe Max aangehouden door de Duitse bezetter. De Emile Jacqmainlaan in het centrum van Brussel is naar hem genoemd.